# Kocka
| Kocka                     | Kocka                                     |
| ------------------------- | ----------------------------------------- |
| (animacija)               |                                           |
| vrsta                     | platonsko telo                            |
| elementi                  | F = 6, E = 36, V = 24 (χ = 2)             |
| stranske ploskve na stran | 6{4}                                      |
| Conwayjev zapis           | C                                         |
| Schläflijevi simboli      | {4,3}                                     |
| Schläflijevi simboli      | t{2,4} ali or {4}×{} tr{2,2} ali {}×{}×{} |
| Wythoffov simbol          | 3 \| 2 4                                  |
| Coxeter-Dinkinov diagram  |                                           |
| simetrija                 | Oh, B3, [4,3], (*432)                     |
| vrtilna grupa             | O, [4,3]+, (4.3.2)                        |
| diedrski kot              | 90°                                       |
| sklici                    | U06, C18, W3                              |
| značilnosti               | pravilna konveksna zonoeder               |
| 4.4.4 (slika oglišč)      | oktaeder (dualni polieder)                |
| mreža                     |                                           |

Kócka, heksaéder, šestérec ali šestêrec  je pravilni polieder omejen s šestimi kvadrati. Kocka je eno od petih platonskih teles in je dualno telo oktaederu. Kocka je poseben primer (štiristrane) uniformne prizme, pravokotnega paralelepipeda ali kvadra.
Ima dve osnovni ploskvi, druge štiri pa tvorijo plašč (oznaka pl). Kocka ima dvanajst skladnih robov in osem oglišč. Vsi njeni robovi so enako dolgi, označi pa se jih z malo črko a.

## Mreža kock
Mrežo kocke sestavlja 6 kvadratov. Dobi se jo, če vse ploskve razgrne v ravnino. Obstaja več načinov razporeditve ploskev v mreži (11).
Posamezni kvadrat, ki je mejna ploskev kocke, ima ploščino a2. Površina kocke je velikost vseh mejnih ploskev (P = 6a2).
Kocka z robom a ima prostornino V  in površino P:
{\displaystyle V=a^{3}\!\,,}
{\displaystyle P=6a^{2}\!\,.}